# Niki Rotor Aviation
Niki Rotor Aviation ist ein bulgarischer Hersteller von Tragschraubern aus Prawez.

## Geschichte
Begonnen hat das Unternehmen im Jahr 2000 mit der Konstruktion eines Hubschraubers. Im Jahr 2004 wurde die Entwicklung des Niki 2004 und später die davon verlängerte Variante Niki 2004M begonnen. Es folgten die schnelleren Modelle Niki 2008 sowie Niki Apis. Alle vier Modelle werden inzwischen nicht mehr produziert und durch die neuen Modelle Niki Lightning (hervorgegangen aus dem Modell Niki 2009) sowie Niki Kallithea abgelöst.
Beide Modelle sind Tragschrauber in Tandemsitzanordnung. Der Kallithea mit einem unter dem Heckrotor entlang laufenden Leitwerksträger und der Lightning mit einer durch den Heckrotor laufenden Befestigung.
Ende Februar 2019 erhielt Niki Rotor Aviation die Musterzulassung des DULV für den Kallithea.

## Tragschrauber

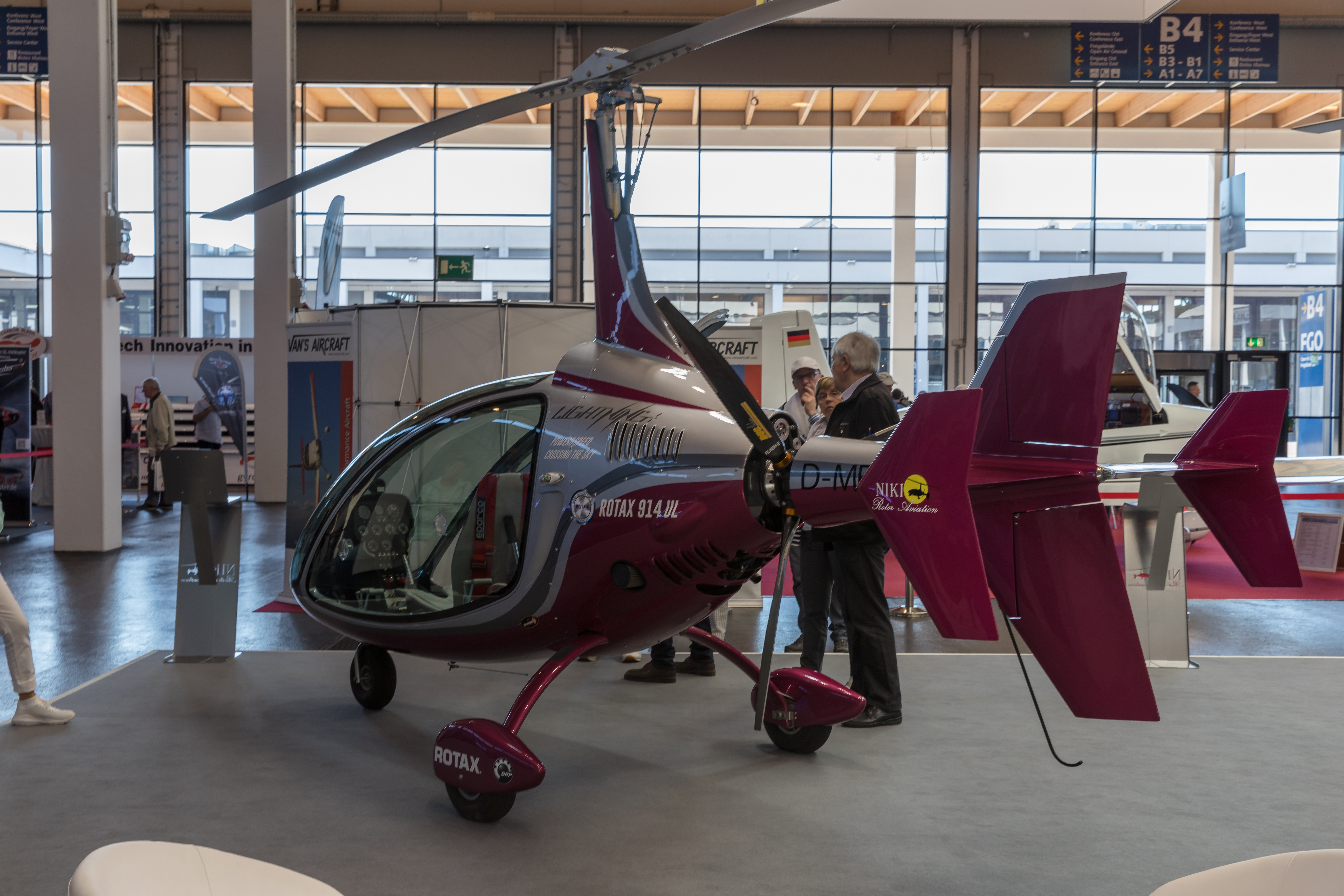
Tragschrauber Niki Lightning

Hinweis: Werte abhängig von der Motorisierung.
| Kenngröße              | Daten Kallithea                            | Daten Lightning           |
| ---------------------- | ------------------------------------------ | ------------------------- |
| Länge                  | 4,85 m                                     | 4,55 m                    |
| Breite                 | 1,93 m                                     | 1,93 m                    |
| Höhe                   | 2,85 m                                     | 2,85 m                    |
| Rotordurchmesser       | 8,70 m                                     | 8,70 m                    |
| Propeller              | 6-Blatt / Ø 1,75 m                         | 6-Blatt / Ø 1,75 m        |
| Tankinhalt             | 70 l                                       | 70 l                      |
| Leermasse              | 260–310 kg                                 | 260–300 kg                |
| max. Startmasse (MTOW) | 500–560 kg                                 | 500–560 kg                |
| Startrollstrecke       | 20–70 m                                    | 20–70 m                   |
| Landerollstrecke       | 0–30 m                                     | 0–30 m                    |
| Mindestgeschwindigkeit | 30 km/h / 16 kts                           | 30 km/h / 16 kts          |
| Reisegeschwindigkeit   | 150–180 km/h / 80–97 kts                   | 150–165 km/h / 80–90 kts  |
| Höchstgeschwindigkeit  | 175–205 km/h / 95–110 kts                  | 175–185 km/h / 95–100 kts |
| Steigleistung (RoC)    | 5–8 m/s bei 110 km/h (14 m/s bei 140 km/h) | 5–8 m/s bei 110 km/h      |
| Flugdauer              | 3,5–4,6 h                                  | 3,5–4,6 h                 |

Für die beiden Tragschrauber sind folgende Motorvarianten des österreichischen Motorherstellers Rotax lieferbar:
- Rotax 912 ULS
- Rotax 912 iS
- Rotax 914 UL
- Rotax 915 iS (exklusiv für das Modell Kallithea)

Das Unternehmen nutzt Vortech- und Sport-Copter-Rotorblätter.